# 2020년 빈 테러
2020년 11월 2일, 오스트리아 빈의 6군데에서 총격 사건이 발생하였다. 이 사건으로 3명의 시민이 사망하고 1명의 용의자가 사망하였다. 빈 경찰국은 죽은 용의자는 이슬람 극단주의자라고 밝혔다.